# Municipio de Ward (condado de Johnson)
El municipio de Ward (en inglés: Ward Township) es un municipio ubicado en el condado de Johnson en el estado estadounidense de Arkansas. En el año 2010 tenía una población de 978 habitantes y una densidad poblacional de 16,96 personas por km².

## Geografía
El municipio de Ward se encuentra ubicado en las coordenadas 35°26′14″N 93°36′51″O / 35.43722, -93.61417. Según la Oficina del Censo de los Estados Unidos, el municipio tiene una superficie total de 57.67 km², de la cual 53,07 km² corresponden a tierra firme y (7,98 %) 4,6 km² es agua.

## Demografía
Según el censo de 2010, había 978 personas residiendo en el municipio de Ward. La densidad de población era de 16,96 hab./km². De los 978 habitantes, el municipio de Ward estaba compuesto por el 92,43 % blancos, el 0,1 % eran afroamericanos, el 0,51 % eran amerindios, el 1,12 % eran asiáticos, el 4,29 % eran de otras razas y el 1,53 % eran de una mezcla de razas. Del total de la población el 6,65 % eran hispanos o latinos de cualquier raza.